# Іоан Руф
Іоанн Руф (Iohannes Rufus, Ἰωάννης Ροῦφος, ܝܘܚܢܢ ܕܒܝܬ ܪܘܦܝܢܐ) — єпископ Маюмський (Єрусалимський патріархат), антихалкидонський («монофізитський») письменник у V-VI століттях. Його ім'я вказує на Антіохію (Бет Руфіна — монастир неподалік від Антіохії). 

## Біографія
Іоанн народився в провінції Аравія, походив із арабської сім'ї. Він вивчав право в Беріті ( Бейрут ), пізніше став одним з найближчих сподвижників і синкеллом антіохійського партріарха Петра II Кнафея (Петра Валяльщика) і був ним висвячений на священика в епоху правління візантійського імператора Василіска в 476 році після повернення Петра із заслання. Після нового вигнання Петра під час єпископства халкидонітами Календіона (481-484) Руф спочатку залишався в Антіохії, але потім перебрався в Палестину ( Газа і Єрусалим ), де познайомився з Петром Івіром і Газьким гуртком. Під впливом останнього Іоанн порвав відносини з Петром Валяльщиком, який ввів в Трисвяте надбавку «Розіпнися за нас», прийняту і патріархом Єрусалимським Мартирієм. 
Очевидно, Іоанн Руф проживав в чернечій громаді в Маюмі і добре знав її звичаї і статут. Після смерті Петра Івіра, житіє якого він пізніше написав, Руф став його наступником (488 рік). Ніяких відомостей про єпископство Іоанна в Маюмі немає. Незважаючи на те, що разом з Петром Івіром і він перейшов з поміркованої позиції «Енотікону» на жорсткий антихалкідонізм, в наступні роки його погляди стали трохи більш помірними, мабуть, зближуючись з христологією Газького гуртка (Варсануфій і Іоанн, авва Дорофей Газький і інші). На початку VI століття, під час єпископства Севіра Антіохійського Руф перебував в Антіохії, де займався літературною діяльністю. Всі його твори були написані по-грецьки, проте дійшли до наших днів тільки в сирійських перекладах.

## Твори
1. Головним твором Руфа вважаються «Плірофоріі», тобто «Розповіді [про Халкидонський Собор]», записані ним зі слів Петра Валяльщика та інших інформаторів.
2. «Житіє Петра Івіра (Івера, Іверійца)» (ܬܫܥܝܬܐ ܕܕܘܒܪ̈ܘܗܝ ܕܩܕܝܫܐ ܦܛܪܘܣ ܐܝܒܪܝܐ ܐܦܝܣܩܘܦܐ ܘܡܘܕܝܢܐ ܒܚܝܪܐ ܘܥܢܘܝܐ ܕܡܪܢ ) - агіографічний твір, що відображає вигляд знаменитого аскета і церковного діяча, учасника монофізитського руху і прихильника «Енотікона». Петро Івір входив до гуртка газьких письменників і аскетів разом з імператрицею Євдокією, аввою Ісаєю Газьким, Варсануфієм і Іоанном, можливо й Нонном Панополітанським. Саме в цьому гуртку на думку Ш. Нуцубідзе (1941) і Е. Хонігманна (1952), підкріпленому М. ван Есбруком (1993) і В. Лур'є (2010), був створений ареопагітскій корпус (Псевдо-Діонісій Ареопагіт). Постать Петра Івіра представлена І. Р. з істотним спотворенням в сторону монофізицтва.
3. «Про кончину Феодосія Єрусалимського» (ܡܛܠ ܥܘܗܕܢܐ ܕܐܝܟܢܐ ܫ̇ܢܝ ܠܘܬ ܡܪܢ ܛܘܒܢܐ ܬܐܘܕܘܣܝܘܣ ܐܦܝܣܩܘܦܐ ܕܐܘܪܫܠܡ ) - невеликий агіографічний текст, присвячений першому монофізитському патріарху Єрусалиму, особливо, його бачення, сповідання і смерть.
4. Невелике житіє ченця Романа, засновника монофізитського монастиря у Єлевтерополі, знаходиться в кінці повісті «Про кончину Феодосія» і зазвичай не відокремлюється від неї. Всі три житія були знову критично опубліковані К. Хорн і Р. П. Фініксом-молодшим у 2008 році.

## література
- Schwartz E. Johannes Rufus, ein monophysitischer Schriftsteller. Heidelberg, 1912.
- Steppa JE John Rufus and the World Vision of Anti -Chalcedonian Culture. Piscataway (NJ), 2002
- Муравйов А. В. Іоанн Руф